# Chris Jakubauskas

Christopher James Jakubauskas (né le 22 décembre 1978 à Upland, Californie, États-Unis) est un lanceur droitier de baseball qui joue dans les Ligues majeures de 2009 à 2011.

## Carrière
Après des études secondaires à la Damien High School de La Verne (Californie), Chris Jakubauskas suit des études supérieures à l'Université d'Oklahoma puis à la Cal State Fullerton. Chris Jakubauskas n'est pas drafté par les formations de Ligues majeures et évolue en ligues indépendantes en 2003 et 2004 pour Florence Freedom en Frontier League, puis en 2005 pour les Ohio Valley Redcoats, toujours en Frontier League. En trois saisons, il dispute 35 matches, dont 30 comme lanceur partant, pour 9 victoires et 15 défaites. Il joue encore chez les indépendants en 2006 pour les Fullerton Flyers en Golden Baseball League puis au début de la saison 2007 avec les Lincoln Saltdogs en American Association.

### Mariners de Seattle
Jakubauskas, un lanceur droitier, rejoint l'organisation de le MLB en s'engageant en 2007 avec les Mariners de Seattle. Il termine 2007 en Double-A avec les West Tenn Diamond Jaxx, puis accède en 2008 à la Triple-A avec les Tacoma Rainiers.
Auteur d'un bon entraînement de printemps 2009 au cours duquel il enregistre 1,99 de moyenne de points mérités, Jakubauskas est inclus dans l'effectif actif des Mariners à l'ouverture de la saison 2009. Il débute en Ligue majeure le 8 avril 2009. Il lance 35 parties, dont 8 comme lanceur partant, remporte 6 victoires et encaisse 7 défaites.

### Pirates de Pittsburgh
Cédé au ballotage après la saison 2009, il est réclamé par les Pirates de Pittsburgh.
Lors de sa première apparition sur le monticule avec les Pirates en Ligue majeure, Jakubauskas est durement heurté par une balle. Il est alors placé sur la liste des blessés. Il ne joue pas d'autre match avec Pittsburgh.

### Orioles de Baltimore
Agent libre, il signe avec les Orioles de Baltimore le 1er février 2011. Au cours de la saison qui suit, il est envoyé au monticule à 33 reprises, surtout comme releveur mais aussi parfois comme lanceur partant. Il effectue six départs en cours d'année. Il complète la campagne avec deux victoires, deux défaites et une moyenne de points mérités de 5,72 en 72 manches et un tiers lancées.
Le 8 novembre 2011, Jakubauskas, à nouveau agent libre, rejoint les Diamondbacks de l'Arizona. Assigné à Reno, le club-école de l'équipe, il y passe quelques mois sans être appelé à jouer pour les D-Backs. Il ne revient pas dans les majeures et joue en ligues mineures jusqu'en 2013 dans l'organisation des Diamondbacks, des Blue Jays, des Indians de Cleveland et des Brewers de Milwaukee.

## Statistiques
| Saison | Équipe     | G  | GS | CG | SHO | V | D | SV | IP   | SO | ERA   |
| ------ | ---------- | -- | -- | -- | --- | - | - | -- | ---- | -- | ----- |
| 2009   | Seattle    | 35 | 8  | 1  | 0   | 6 | 7 | 0  | 93.0 | 47 | 5,32  |
| 2010   | Pittsburgh | 1  | 1  | 0  | 0   | 0 | 1 | 0  | 0.2  | 0  | 27,00 |
| Totaux | Totaux     | 36 | 9  | 1  | 0   | 6 | 8 | 0  | 93.2 | 47 | 5,32  |

Note: G = Matches joués ; GS = Matches comme lanceur partant ; CG = Matches complets ; SHO = Blanchissages ; 
V = Victoires ; D = Défaites ; SV = Sauvetages ; IP = Manches lancées ; SO = retraits sur des prises ; ERA = Moyenne de points mérités.